# Championnat d'Asie d'échecs

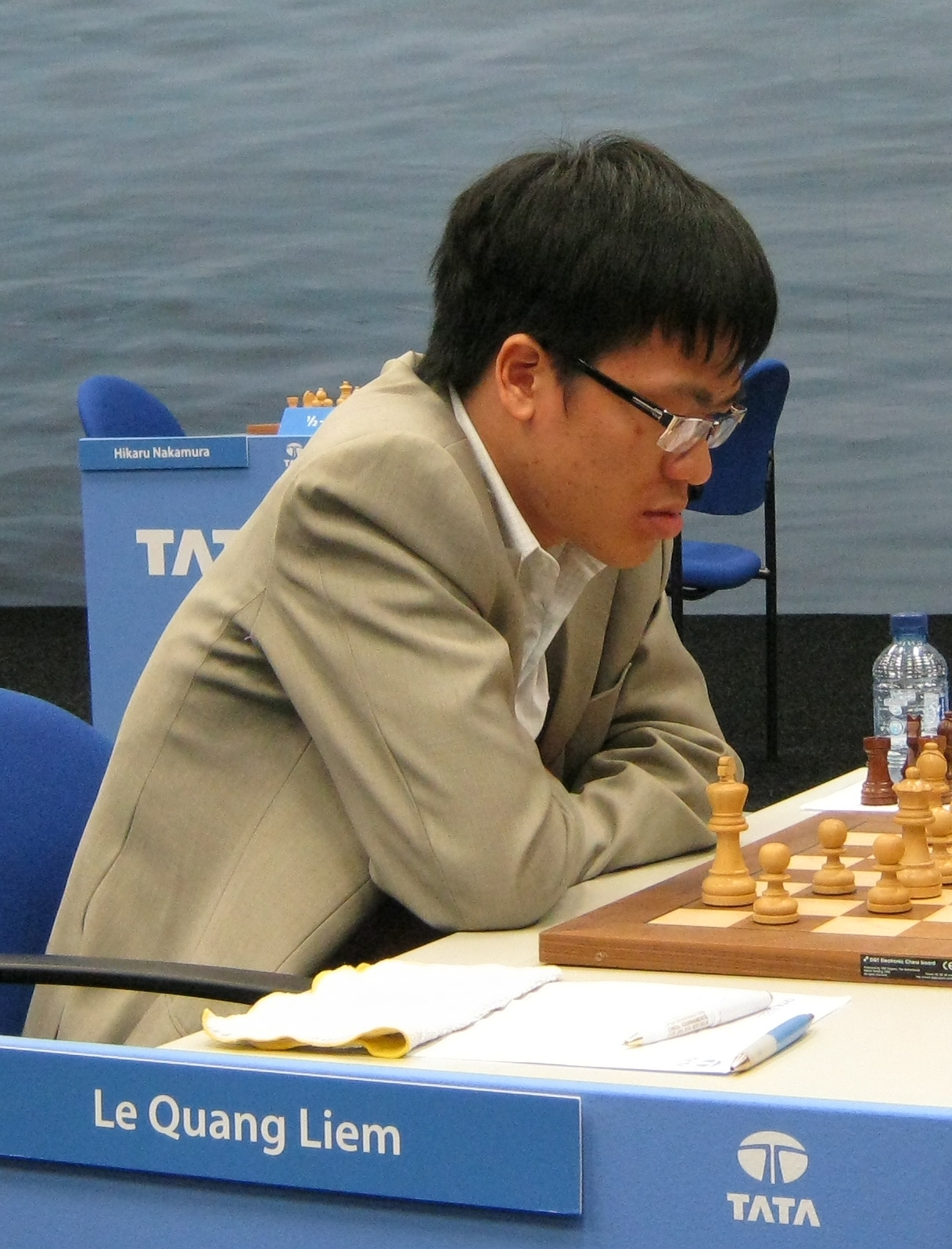
Lê Quang Liêm, grand maître vietnamien, vainqueur du tournoi en 2019.

Le Championnat d'Asie d'échecs est un tournoi d'échecs organisé depuis 1998. Il sert de tournoi zonal pour la zone 3 d'Asie et les premiers joueurs sont qualifiés directement pour le championnat du monde de la fédération internationale des échecs (jusqu'en 2004) ou la coupe du monde d'échecs (depuis 2005). Un championnat féminin d'Asie existe depuis 1981 d'abord de manière informelle et de manière officielle depuis 1998. Organisés d'abord de manière irrégulière, le championnat d'Asie (mixte) et le championnat féminin ont lieu chaque année et au même endroit depuis 2009. 
Le premier champion d'Asie, Rustam Qosimjonov a remporté le championnat du monde de la Fédération internationale des échecs 2004.

## Multiples vainqueurs
2 titres
- Xu Jun (en 2000 et 2001)
- Shamsiddin Vokhidov (en 2021 et 2023)

2 titres féminins
- Irine Kharisma Sukandar (en 2012 et 2014)

## Palmarès du championnat mixte
| Édition Année | Édition Année | Lieu                         | Champion                           | Fédération          | Argent                    | Bronze                           |
| ------------- | ------------- | ---------------------------- | ---------------------------------- | ------------------- | ------------------------- | -------------------------------- |
| 1             | 1998          | Téhéran                      | Rustam Qosimjonov                  | Ouzbékistan         | Dibyendu Barua            | Đào Thiên Hải                    |
| 2             | 2000          | Udaipur, Inde                | Xu Jun (au départage)              | Chine               | Zhang Zhong (ex æquo)     | Peng Xiaomin (ex æquo)           |
| 3             | 2001          | Calcutta                     | Xu Jun                             | Chine               | Saïdali Iouldatchev       | Surya Ganguly                    |
| 4             | 2003          | Doha, Qatar                  | Krishnan Sasikiran                 | Inde                | Ehsan Ghaem Maghami       | Mohammed Al-Modiahki             |
| 5             | 2005          | Hyderabad, Inde              | Zhang Zhong                        | Chine               | Li Shilong                | Darmen Sadvakassov               |
| 6             | 2007          | Cebu, Philippines            | Zhang Pengxiang (au départage)     | Chine               | Wang Hao (ex æquo)        | Abhijit Kunte                    |
| 7             | 2009          | Baie de Subic, Philippines   | Surya Ganguly (au départage)       | Inde                | Zhou Weiqi (ex æquo)      | Yu Yangyi                        |
| 8             | 2010          | Baie de Subic                | Ni Hua                             | Chine               | Wesley So                 | Abhijeet Gupta                   |
| 9             | 2011          | Mechhed, Iran                | Pentala Harikrishna (au départage) | Inde                | Yu Yangyi (ex æquo)       | Nguyễn Ngọc Trường Sơn (ex æquo) |
| 10            | 2012          | Hô-Chi-Minh-Ville            | Parimarjan Negi (au départage)     | Inde                | Yu Yangyi (ex æquo)       | Saleh Salem                      |
| 11            | 2013          | Pasay, Philippines           | Li Chao                            | Chine               | Oliver Barbosa            | Mark Paragua                     |
| 12            | 2014          | Charjah, Émirats arabes unis | Yu Yangyi                          | Chine               | Baskaran Adhiban          | Ni Hua                           |
| 13            | 2015,         | Al-Aïn, Émirats arabes unis  | Saleh Salem (au départage)         | Émirats arabes unis | Surya Ganguly (ex æquo)   | S.P. Sethuraman                  |
| 14            | 2016          | Tachkent, Ouzbékistan        | S.P. Sethuraman                    | Inde                | Lê Quang Liêm             | Wei Yi                           |
| 15            | 2017          | Chengdu                      | Wang Hao (au départage)            | Chine               | Bu Xiangzhi (ex æquo)     | Vidit Santosh Gujrathi           |
| 16            | 2018          | Makati, Philippines          | Wei Yi (au départage)              | Chine               | Amin Tabatabaei (ex æquo) | Lê Quang Liêm (ex æquo)          |
| 17            | 2019          | Xingtai, Chine               | Lê Quang Liêm                      | Viêt Nam            | Murali Karthikeyan        | S.P. Sethuraman                  |
| 18            | 2021          | Tournoi « hybride »          | Shamsiddin Vokhidov                | Ouzbékistan         | Tin Jingyao               | Temur Kuybokarov                 |
| 19            | 2022,         | New Delhi                    | Rameshbabu Praggnanandhaa          | Inde                | Harsha Bharathakoti       | Baskaran Adhiban                 |
| 20            | 2023          | Almaty                       | Shamsiddin Vokhidov                | Ouzbékistan         | Bardiya Daneshvar         | Alisher Suleymenov               |
| 21            | 2025          | Al-Aïn, Émirats arabes unis  | Bardiya Daneshvar                  | Iran                | Nihal Sarin               | Shamsiddin Vokhidov              |

## Palmarès du championnat d'Asie féminin
Premiers championnats féminins informels
- 1981 et 1983 : Rohini Khadilkar (Inde)
- 1985 et 1987 : Anupama Gokhale (Inde)
- 1991 : Bhagyashree Thipsay (Inde)
- 1996 : Tamin Upi Darmayana (Indonésie)

| Édition Année | Édition Année | Lieu                         | Championne              | Fédération | Argent                            | Bronze                          |
| ------------- | ------------- | ---------------------------- | ----------------------- | ---------- | --------------------------------- | ------------------------------- |
| 1             | 1998          | Kuala Lumpur                 | Xu Yuhua                | Chine      | Eva Repková (Liban)               | Mähri Geldiýewa (Turkménistan)  |
| 2             | 2000          | Udaipur, Inde                | Hoang Thanh Trang       | Viêt Nam   | Qin Kanying                       | Rena Mamedova                   |
| 3             | 2001          | Madras                       | Li Ruofan               | Chine      | Subbaraman Vijayalakshmi          | Nisha Mohota (Inde)             |
| 4             | 2003          | Calcutta                     | Humpy Koneru            | Inde       | Dronavalli Harika                 | Hoang Thanh Trang               |
| 5             | 2004          | Beyrouth, Liban              | Wang Yu                 | Chine      | Subbaraman Meenakshi              | Ju Wenjun                       |
| 6             | 2007          | Teheran                      | Tania Sachdev           | Inde       | Ruan Lufei                        | Nguyễn Thị Thanh An             |
| 7             | 2009          | Subic Bay, Philippines       | Zhang Xiaowen           | Chine      | Huang Qian                        | Ding Yixin                      |
| 8             | 2010          | Subic Bay                    | Atousa Pourkashiyan     | Iran       | Ding Yixin                        | Wang Yu                         |
| 9             | 2011          | Mechhed, Iran                | Dronavalli Harika       | Inde       | Phạm Lê Thảo Nguyên               | Eesha Karavade (Inde)           |
| 10            | 2012          | Hô-Chi-Minh-Ville            | Irine Kharisma Sukandar | Indonésie  | Mary Ann Gomes (Inde)             | Tan Zhongyi                     |
| 11            | 2013          | Pasay, Philippines           | Huang Qian              | Chine      | Tan Zhongyi                       | Mary Ann Gomes                  |
| 12            | 2014          | Charjah, Émirats arabes unis | Irine Kharisma Sukandar | Indonésie  | Atousa Pourkashiyan               | Tan Zhongyi                     |
| 13            | 2015,         | Al-Aïn, Émirats arabes unis  | Mitra Hejazipour        | Iran       | Shen Yang                         | Subbaraman Vijayalakshmi        |
| 14            | 2016          | Tachkent, Ouzbékistan        | Bhakti Kulkarni         | Inde       | Dinara Saduakassova (Kazakhstan)  | Swaminathan Soumya (Inde)       |
| 15            | 2017          | Chengdu                      | Võ Thị Kim Phụng        | Viêt Nam   | Guliskhan Nakhbayeva (Kazakhstan) | R. Vaishali (Inde)              |
| 16            | 2018          | Makati, Philippines          | Padmini Rout            | Inde       | Gong Qianyun (Singapour)          | Phạm Lê Thảo Nguyên             |
| 17            | 2019          | Xingtai, Chine               | Dinara Saduakassova     | Kazakhstan | Irine Kharisma Sukandar           | Törmönkhiin Mönkhzul (Mongolie) |
|               | 2022,         | New Delhi, Inde              | P.V. Nandhidhaa         | Inde       | Nutakki Priyanka                  | Divya Deshmukh                  |
|               | 2023          | Almaty                       | Divya Deshmukh          | Inde       | Mary Ann Gomes                    | Batkhuyagiin Möngöntuul         |
| 21            | 2025          | Al-Aïn, Émirats arabes unis  | Song Yuxin              | Chine      | Bat-Erdene Mungunzul              | Xeniya Balabayeva               |